# Список эпизодов телесериала «Кремниевая долина»
«Кремниевая долина» — американский комедийный телесериал, созданный Майком Джаджем, Джоном Альтшулером и Дэйвом Крински. Сериал рассказывает о пяти молодых людях, которые основали стартап-компанию в Кремниевой долине. Премьера сериала состоялась 6 апреля 2014 года на HBO.
В апреле 2018 года HBO продлил телесериал на шестой сезон. В мае 2019 года HBO подтвердил, что шестой сезон будет заключительным и будет состоять из семи эпизодов. Его премьера состоялась 27 октября 2019 года. За время существования сериала в эфир вышло 53 эпизода «Кремниевой долины», с 6 апреля 2014 года по 8 декабря 2019 года.

## Краткий обзор сезонов
| Сезон | Серии | Серии | Даты показа     | Даты показа     |
| Сезон | Серии | Серии | Первая серия    | Последняя серия |
| ----- | ----- | ----- | --------------- | --------------- |
| 1     | 8     | 8     | 6 апреля 2014   | 1 июня 2014     |
| 2     | 10    | 10    | 12 апреля 2015  | 14 июня 2015    |
| 3     | 10    | 10    | 24 апреля 2016  | 26 июня 2016    |
| 4     | 10    | 10    | 23 апреля 2017  | 25 июня 2017    |
| 5     | 8     | 8     | 25 марта 2018   | 13 мая 2018     |
| 6     | 7     | 7     | 27 октября 2019 | 8 декабря 2019  |

## Эпизоды

### Сезон 1 (2014)
| № общий | № в сезоне | Название                                                     | Режиссёр   | Автор сценария                            | Дата премьеры  | Зрители США (млн) |
| ------- | ---------- | ------------------------------------------------------------ | ---------- | ----------------------------------------- | -------------- | ----------------- |
| 1       | 1          | «Минимально жизнеспособный продукт» «Minimum Viable Product» | Майк Джадж | Майк Джадж, Джон Альтшулер и Дэйв Крински | 6 апреля 2014  | 1,98              |
| 2       | 2          | «Список акционеров» «The Cap Table»                          | Майк Джадж | Карсон Мелл                               | 13 апреля 2014 | 1,69              |
| 3       | 3          | «Устав» «Articles of Incorporation»                          | Триша Брок | Маттео Боргезе и Роб Турбовски            | 20 апреля 2014 | 1,62              |
| 4       | 4          | «Фидуциарная обязанность» «Fiduciary Duties»                 | Мэгги Кэри | Рон Вайнер                                | 27 апреля 2014 | 1,55              |
| 5       | 5          | «Сигнализирование о риске» «Signaling Risk»                  | Алек Берг  | Джессика Гао                              | 4 мая 2014     | 1,82              |
| 6       | 6          | «Самостоятельное производство» «Third Party Insourcing»      | Алек Берг  | Дэн О'Киф                                 | 11 мая 2014    | 1,69              |
| 7       | 7          | «Доказательство концепции» «Proof of Concept»                | Майк Джадж | Клэй Тарвер                               | 18 мая 2014    | 1,68              |
| 8       | 8          | «Оптимальная эффективность» «Optimal Tip-to-Top Efficiency»  | Майк Джадж | Алек Берг                                 | 1 июня 2014    | 1,74              |

### Сезон 2 (2015)
| № общий | № в сезоне | Название                                        | Режиссёр   | Автор сценария | Дата премьеры  | Зрители США (млн) |
| ------- | ---------- | ----------------------------------------------- | ---------- | -------------- | -------------- | ----------------- |
| 9       | 1          | «Перестановка на Сэнд Хилл» «Sand Hill Shuffle» | Майк Джадж | Клэй Тарвер    | 12 апреля 2015 | 2,13              |
| 10      | 2          | «Провальная девальвация» «Runaway Devaluation»  | Майк Джадж | Рон Вайнер     | 19 апреля 2015 | 1,73              |
| 11      | 3          | «Фальшивые деньги» «Bad Money»                  | Алек Берг  | Алек Берг      | 26 апреля 2015 | 1,94              |
| 12      | 4          | «Леди» «The Lady»                               | Алек Берг  | Карсон Мелл    | 3 мая 2015     | 1,75              |
| 13      | 5          | «Место на сервере» «Server Space»               | Майк Джадж | Сони Ли        | 10 мая 2015    | 1,53              |
| 14      | 6          | «Убийство» «Homicide»                           | Майк Джадж | Кэрри Кемпер   | 17 мая 2015    | 1,54              |
| 15      | 7          | «Контент для взрослых» «Adult Content»          | Алек Берг  | Эми Аниоби     | 24 мая 2015    | 1,60              |
| 16      | 8          | «Герой и злодей» «White Hat/Black Hat»          | Алек Берг  | Дэниел Лайонс  | 31 мая 2015    | 1,78              |
| 17      | 9          | «Обязательный арбитраж» «Binding Arbitration»   | Майк Джадж | Дэн О'Киф      | 7 июня 2015    | 1,87              |
| 18      | 10         | «Два дня Кондора» «Two Days of the Condor»      | Алек Берг  | Алек Берг      | 14 июня 2015   | 2,11              |

### Сезон 3 (2016)
| № общий | № в сезоне | Название                                                                     | Режиссёр        | Автор сценария  | Дата премьеры  | Зрители США (млн) |
| ------- | ---------- | ---------------------------------------------------------------------------- | --------------- | --------------- | -------------- | ----------------- |
| 19      | 1          | «Дружелюбно к основателю» «Founder Friendly»                                 | Майк Джадж      | Дэн О'Киф       | 24 апреля 2016 | 1,86              |
| 20      | 2          | «Двое в коробке» «Two in the Box»                                            | Майк Джадж      | Рон Вайнер      | 1 мая 2016     | 1,72              |
| 21      | 3          | «Рюкзак Майнерцхагена» «Meinertzhagen's Haversack»                           | Чарли Макдауэлл | Адам Каунти     | 8 мая 2016     | 1,69              |
| 22      | 4          | «Системные решения хранения данных Малеэнт» «Maleant Data Systems Solutions» | Чарли Макдауэлл | Доник Кэри      | 15 мая 2016    | 1,89              |
| 23      | 5          | «Пустое кресло» «The Empty Chair»                                            | Эрик Эппел      | Меган Амрам     | 22 мая 2016    | 1,71              |
| 24      | 6          | «Бахманити» «Bachmanity Insanity»                                            | Эрик Эппел      | Карсон Мелл     | 29 мая 2016    | 1,62              |
| 25      | 7          | «Чтобы построить улучшенную бету» «To Build a Better Beta»                   | Джейми Бэббит   | Джон Левенстейн | 5 июня 2016    | 1,70              |
| 26      | 8          | «Перезагрузка Бахмана» «Bachman's Earning's Over-Ride»                       | Джейми Бэббит   | Кэрри Кемпер    | 12 июня 2016   | 1,64              |
| 27      | 9          | «Ежедневные активные пользователи» «Daily Active Users»                      | Алек Берг       | Клэй Тарвер     | 19 июня 2016   | 1,63              |
| 28      | 10         | «Скачок» «The Uptick»                                                        | Алек Берг       | Алек Берг       | 26 июня 2016   | 2,04              |

### Сезон 4 (2017)
| № общий | № в сезоне | Название                                                 | Режиссёр      | Автор сценария            | Дата премьеры  | Зрители США (млн) |
| ------- | ---------- | -------------------------------------------------------- | ------------- | ------------------------- | -------------- | ----------------- |
| 29      | 1          | «Успешный крах» «Success Failure»                        | Майк Джадж    | Алек Берг                 | 23 апреля 2017 | 0,867             |
| 30      | 2          | «Пользовательское соглашение» «Terms of Service»         | Майк Джадж    | Клэй Тарвер               | 30 апреля 2017 | 0,762             |
| 31      | 3          | «Интеллектуальная собственность» «Intellectual Property» | Джейми Бэббит | Кэрри Кемпер              | 7 мая 2017     | 0,774             |
| 32      | 4          | «Задания по тимбилдингу» «Teambuilding Exercise»         | Джейми Бэббит | Меган Плетика             | 14 мая 2017    | 0,859             |
| 33      | 5          | «Личный донор» «The Blood Boy»                           | Тим Рош       | Адам Каунти               | 21 мая 2017    | 0,844             |
| 34      | 6          | «Поддержка пользователей» «Customer Service»             | Клэй Тарвер   | Грэм Вагнер и Шон Боукс   | 28 мая 2017    | 0,728             |
| 35      | 7          | «Патентный тролль» «The Patent Troll»                    | Джейми Бэббит | Эндрю Лоу                 | 4 июня 2017    | 0,862             |
| 36      | 8          | «Воронка Кинана» «The Keenan Vortex»                     | Джейми Бэббит | Грэм Вагнер и Рашель Линн | 11 июня 2017   | 0,798             |
| 37      | 9          | «Холикон» «Hooli-Con»                                    | Майк Джадж    | Крис Провензано           | 18 июня 2017   | 0,840             |
| 38      | 10         | «Ошибка сервера» «Server Error»                          | Майк Джадж    | Дэн О'Киф                 | 25 июня 2017   | 0,790             |

### Сезон 5 (2018)
| № общий | № в сезоне | Название                                                                    | Режиссёр           | Автор сценария | Дата премьеры  | Зрители США (млн) |
| ------- | ---------- | --------------------------------------------------------------------------- | ------------------ | -------------- | -------------- | ----------------- |
| 39      | 1          | «Расти быстро или умри медленно» «Grow Fast or Die Slow»                    | Майк Джадж         | Рон Вайнер     | 25 марта 2018  | 0,698             |
| 40      | 2          | «Переориентация» «Reorientation»                                            | Майк Джадж         | Карсон Мелл    | 1 апреля 2018  | 0,592             |
| 41      | 3          | «Главный исполнительный директор» «Chief Operating Officer»                 | Джейми Бэббит      | Кэрри Кемпер   | 8 апреля 2018  | 0,624             |
| 42      | 4          | «Технический евангелист» «Tech Evangelist»                                  | Джейми Бэббит      | Джош Либ       | 15 апреля 2018 | 0,610             |
| 43      | 5          | «Распознавание лиц» «Facial Recognition»                                    | Джиллиан Робеспьер | Грэм Вагнер    | 22 апреля 2018 | 0,858             |
| 44      | 6          | «Искусственный эмоциональный интеллект» «Artificial Emotional Intelligence» | Мэтт Росс          | Энтони Кинг    | 30 апреля 2018 | 1,02              |
| 45      | 7          | «Первичное размещение монет» «Initial Coin Offering»                        | Майк Джадж         | Клэй Тарвер    | 7 мая 2018     | 0,853             |
| 46      | 8          | «Пятьдесят один процент» «Fifty-One Percent»                                | Алек Берг          | Алек Берг      | 14 мая 2018    | 0,707             |

### Сезон 6 (2019)
| № общий | № в сезоне | Название                                                                | Режиссёр     | Автор сценария | Дата премьеры   |
| ------- | ---------- | ----------------------------------------------------------------------- | ------------ | -------------- | --------------- |
| 47      | 1          | «Искусственное отсутствие интеллекта» «Artificial Lack of Intelligence» | Майк Джадж   | Рон Вайнер     | 8 апреля 2019   |
| 48      | 2          | «Кровавые деньги» «Blood Money»                                         | Майк Джадж   | Карсон Мелл    | 15 апреля 2019  |
| 49      | 3          | «Холи толку?» «Hooli Smokes!»                                           | Лиза Джонсон | Сара Уолкер    | 22 апреля 2019  |
| 50      | 4          | «Максимальное номинирование» «Maximizing Alphaness»                     | Лиза Джонсон | Дейзи Гарднер  | 30 апреля 2019  |
| 51      | 5          | «Техэтика» «Tethics»                                                    | Пит Чатмон   | Льюис Мортон   | 7 мая 2019      |
| 52      | 6          | «Рассфест» «RussFest»                                                   | Мэтт Росс    | Кэрри Кемпер   | 27 октября 2019 |
| 53      | 7          | «Момент выхода» «Exit Event»                                            | Майк Джадж   | Алек Бёркс     | 3 ноября 2019   |